# More (Album)
Music From the Film More (oft einfach More genannt) ist ein Album der Gruppe Pink Floyd und gleichzeitig der Soundtrack zum Film More – mehr – immer mehr von Barbet Schroeder mit Mimsy Farmer, Klaus Grünberg und Heinz Engelmann. 

## Hintergrund

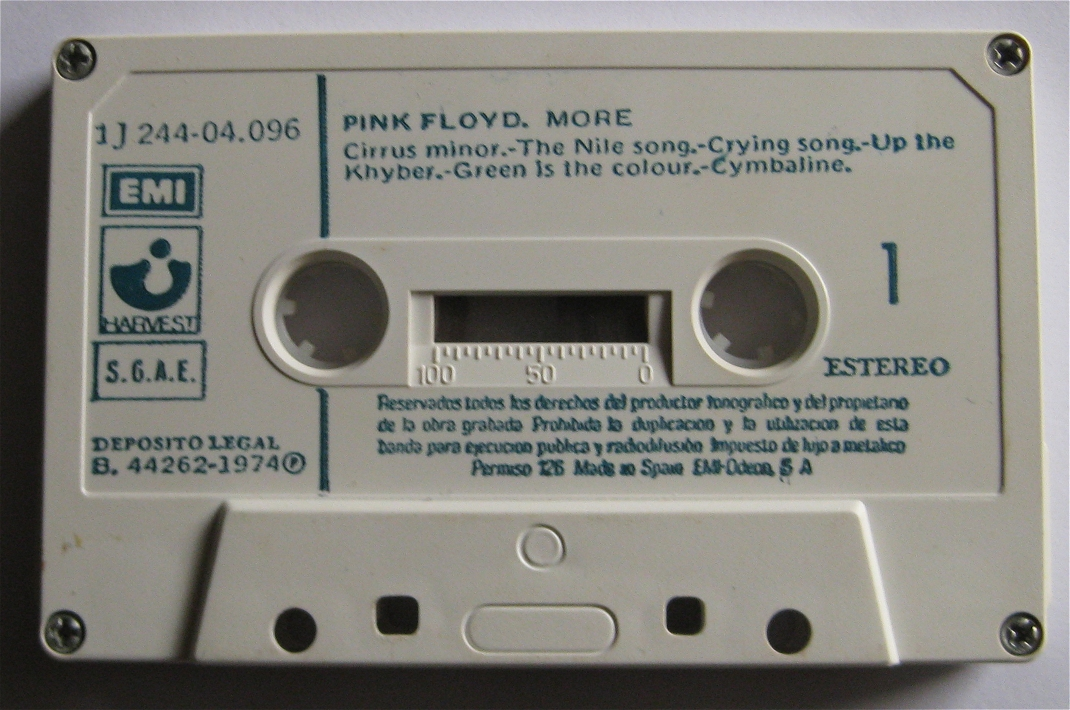
Cassette More (1969)

Aufgenommen im März 1969 in nur acht Tagen und veröffentlicht am 27. Juli 1969, war More Pink Floyds erster vollständiger Soundtrack zu einem Film. Es war auch das erste Album gänzlich ohne Syd Barrett. Zum ersten Mal tauchen auch folkige Stücke auf, wie zum Beispiel Green is the Colour, später wiesen Stücke wie Fat Old Sun oder If einen ähnlichen Stil auf.
Die Stücke sind zum Teil Aufnahmen von bereits für den Film komponierter Musik, die Pink Floyd nach dem ersten Sehen der Rohfassung des Films neu interpretierten. Manchen Stücken merkt man an, dass sie nur als Szenenuntermalung gedacht sind. Einige Stücke (zum Beispiel Cymbaline) wurden von Pink Floyd auch bei Konzerten gespielt.
Die Band betrachtete die Arbeit an dem Soundtrack rückblickend als angenehme Abwechslung zur bisherigen Vorgehensweise, da ihre Plattenfirma EMI die Musik zu More als Spezialprojekt erachtete und der Band freie Hand ließ.

## Titelliste
1. Cirrus Minor (Waters) – 5:18 min
2. The Nile Song (Waters) – 3:26 min
3. Crying Song (Waters) – 3:33 min
4. Up The Khyber (Mason/Wright) – 2:12 min
5. Green Is The Colour (Waters) – 2:58 min
6. Cymbaline (Waters) – 4:50 min
7. Party Sequence (Waters/Wright/Gilmour/Mason) – 1:07 min
8. Main Theme (Waters/Wright/Gilmour/Mason) – 5:28 min
9. Ibiza Bar (Waters/Wright/Gilmour/Mason) – 3:19 min
10. More Blues (Waters/Wright/Gilmour/Mason) – 2:12 min
11. Quicksilver (Waters/Wright/Gilmour/Mason) – 7:13 min
12. A Spanish Piece (Gilmour) – 1:05 min
13. Dramatic Theme (Waters/Wright/Gilmour/Mason) – 2:15 min

4, 7, 8, 10, 11, 13 sind instrumental.

## Kommerzieller Erfolg

### Chartplatzierungen
More platzierte sich in Deutschland erstmals 2016 in den Charts.
| ChartsChartplatzierungen       | Höchstplatzierung | Wochen |
| ------------------------------ | ----------------- | ------ |
| Deutschland (GfK)              | 74 (1 Wo.)        | 1      |
| Vereinigte Staaten (Billboard) | 153 (7 Wo.)       | 7      |
| Vereinigtes Königreich (OCC)   | 9 (5 Wo.)         | 5      |

### Auszeichnungen für Musikverkäufe
| Land/Region       | Auszeichnungen für Musikverkäufe (Land/Region, Auszeichnung, Verkäufe) | Verkäufe |
| ----------------- | ---------------------------------------------------------------------- | -------- |
| Frankreich (SNEP) | Gold                                                                   | 100.000  |
| Insgesamt         | 1× Gold ·                                                              | 100.000  |

Hauptartikel: Pink Floyd/Auszeichnungen für Musikverkäufe